# Daniel Hellebuyck
Daniel Hellebuyck (ur. 5 lipca 1933 w Petegem-aan-de-Leie, zm. 26 maja 2001 w Oudenaarde) – belgijski bokser, medalista mistrzostw Europy z 1955, olimpijczyk.

## Kariera w boksie amatorskim
Zdobył brązowy medal w wadze koguciej (do 54 kg) na mistrzostwach Europy w 1955 w Berlinie Zachodnim po wygraniu dwóch walk i przegranej w półfinale z późniejszym złotym medalistą Zenonem Stefaniukiem.
Wystąpił w tej kategorii wagowej na igrzyskach olimpijskich w 1956 w Melbourne, ale przegrał pierwszą walkę z Owenem Reillym z Wielkiej Brytanii i odpadł z turnieju.

## Kariera w boksie zawodowym
Przeszedł na zawodowstwo w 1957. Stoczył 13 walk, z których wygrał 9 (wszystkie na punkty) i przegrał 4 (1 przed czasem). Nie walczył o żaden tytuł. Zakończył karierę w 1959.

## Rodzina
Jego syn Eddy Hellebuyck był znanym lekkoatletą specjalizującym się w biegach długodystansowych. Reprezentował Belgię w maratonie na igrzyskach olimpijskich w 1996 w Atlancie. Później uzyskał obywatelstwo Stanów Zjednoczonych i reprezentował to państwo.